# Esperanza Abarca
Esperanza Abarca fue una escritora del siglo XVII.
Tenía una hermana, Bárbara, y Serrano y Sanz, en sus Apuntes para una biblioteca de escritoras españolas desde el año 1401 al 1833, las presupone a ambas solteras en 1608.
Unos versos suyos figuran en Fiestas que la insigne ciudad de Valencia ha hecho por la beatificación del Santo Fray Luis Beltrán, libro impreso en 1608 por Pedro Patricio Mey. Bajo el título de Por el encumbrado buelo..., dicen así:

Por el encumbrado buelo
Bertran de vuestra alma Santa,
ques de santidad señuelo,
y bolo del cielo al suelo,
canta el cielo, el suelo canta.
Que si el suelo esta gozoso,
y tiene por triumpho honroso,
que estuvisteys en la tierra,
el cielo que en si os encierr[...]
esaá triumphante y glorioso.

Supistes calificar
por verdad clara y notoria
la sentencia singular,
ques servir a Dios reynar
y el reynar siruiendo es gloria.
Con esto tanto luzis,
esclarecido Luys,
que por auer bien seruido,
el Reyno aueys merecido,
donde agora residis.

Por el Rey crucificado
teneys una y otra llaga,
servisteysle muy llagado
y qual fino enamorado
sin tener ojo a la paga.
Siruiendo a tan grande Señor,
por amor y con amor,
mereceys quen vos derrame,
tantas mercedes y os ame
como a oueja el buen pastor.

En su diuino querer
vuestra alma tanto se ceua
que soliades arder
desseando padecer,
ques del amor cabal prueua.
Como discreto galan
con Dios diuino Bertran,
tal competencia llevays,
que vos qual Pedro le amays
y el os ama como a Iuan.
La orden que más os trata
es nata de las demas,
por vos se extiende y dilata,
soys la nata de la nata,
que a Santos dexys atras.
Por vos refulgente estrella,
vuestra orden clara y bella,
en mil resplandores crece,
ella por vos resplandece
y vos relumbrays por ella.